# イスティオダクティルス
イスティオダクティルス (Istiodactylus) は、約1億2000万年前の前期白亜紀に生息していた翼竜の1属。最初の化石は1887年にイギリスのワイト島で発見され、1901年にオルニトデスムス属 (Ornithodesmus) の新種 O. latidens の模式標本となった。種小名の ”latidens” はラテン語で「幅広い歯」の意味である。この種は2001年に新属であるイスティオダクティルス属（Istiodactylus：ギリシャ語で「帆の指」）に移動された。1913年にはさらなる標本が記載され、イスティオダクティルスは20世紀のほとんどを通して、化石が3次元的に保存された唯一の翼竜だった。2006年、中国産の種 I. sinensis がイスティオダクティルス属の新種として記載されたが、この種は別属に属するのではないかとも考えられている。
イスティオダクティルスは大型の翼竜で、翼開長は4.3 - 5 m になったと見積もられている。頭骨長は45 cm ほどで、翼竜としては相対的に短く幅が広い。吻部前端は横に広がり丸くなっており、48本の歯が半円形に並んでいた。三角形の歯は連結して密に並び、「刃」のような外観を形成していた。下顎にもそれらの歯と咬合する歯状の突起が１つあった。頭骨には非常に大きな鼻前眼窩窓（鼻孔と前眼窩窓が一つになった開口部）と細長い眼窩があった。脊椎の一部は癒合して背心骨となり、肩甲骨に繋がっていた。長大な前肢を持ち、長い翼指で翼膜を展開していたが、後肢は短かった。
21世紀までイスティオダクティルスはその種類の翼竜としては唯一のものであり、Ornithocheiroideaの中の独自の科であるイスティオダクティルス科 (Istiodactylidae) に分類された。イスティオダクティルスは比較的短い頭骨を持つことで他のイスティオダクティルス科翼竜から区別される。イスティオダクティルスの特徴的な歯列はこの動物が腐肉食であったことを示唆しており、その歯列をクッキー型のように使って大きな死体から肉を切り取っていた可能性がある。イスティオダクティルスの翼は帆翔に適応しており、地上性肉食動物より先に死体を見つけるのに役立った。イスティオダクティルスはWessex累層 (Wessex Formation) とそれより新しいVectis累層 (Vectis Formation) から発見されているが、それらの地層は河川・海岸環境で堆積しており、様々な翼竜・恐竜・その他の動物が産出している。

## 発見史

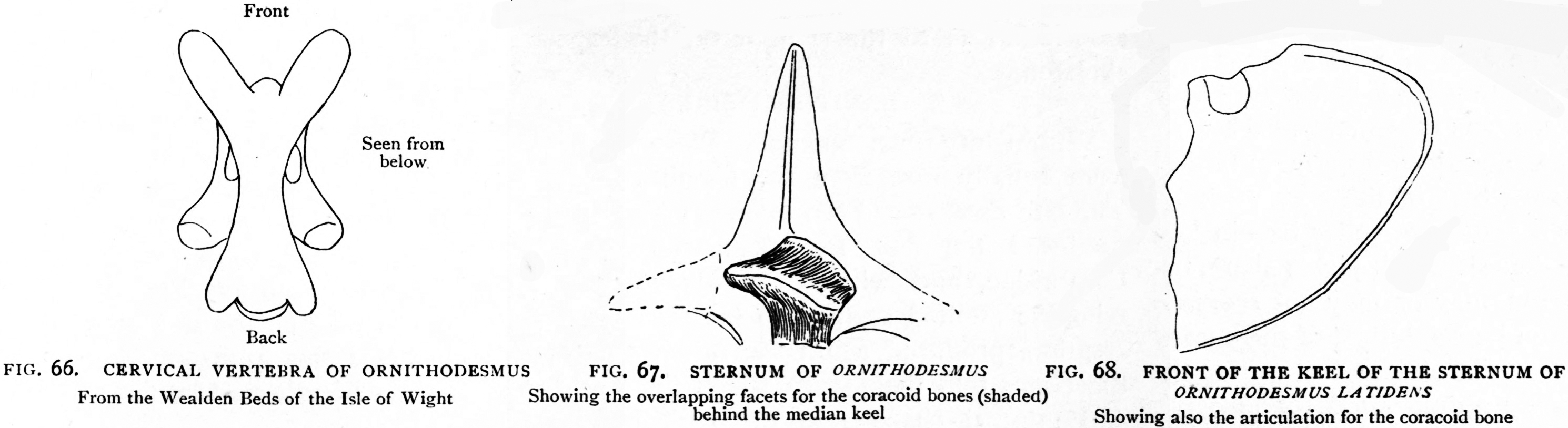
模式標本 (NHMUK R176) の頚椎と胸骨の一部。Seeley (1901) より。

1887年、イギリスの古生物学者ハリー・G・シーリー (Harry G. Seeley) は、南イングランド海岸沖合に位置するワイト島のWessex累層から産出した複合仙椎（Synsacrum：腸骨に繋がる癒合した脊椎）の化石を記載した。彼はその化石を恐竜や翼竜の物と比較したが、それを（既知のどの鳥類よりも恐竜に近いとはいえ）鳥類の物だと結論づけ、Ornithodesmus cluniculusと命名した。イギリスの地質学者John W. Hulkeはその年の内に、それまでに見た化石との類似点を発見し、オルニトデスムスは翼竜ではないかとの考えを示したが、シーリーは同意しなかった。
1901年に自身が書いた翼竜に関する初めての一般向け書籍Dragons of the Airの中でシーリーは、ワイト島のAtherfieldでウィリアム・フォックス牧師によって発見され、1882年に大英博物館のものとなった別の標本（元・大英自然史博物館、現在のロンドン自然史博物館での標本番号NHMUK R176）を報告した。標本番号NHMUK R176は1888年にイギリスの博物学者リチャード・ライデッカーによって Ornithocheirus nobilis に分類されていたが、シーリーはオルニトデスムス属（その時までには翼竜類であるとみなすようになっていた）の別の種であると考えた。シーリーはその新種を Ornithodesmus latidens と命名した。ラテン語で"latus" は「幅広い」"dens" は「歯」を意味し、元々はフォックスとその友人達が使用していた名前だった。シーリーはおそらく仙椎の間に見られる類似性からこの新種を既存の属に分類したのだろうが、それについての説明はほとんど無い。
標本番号NHMUK R176は保存状態の悪い骨格であり、頭骨の後部・頚椎・胸骨・仙椎・右上腕骨・背心骨・左上腕骨・橈骨と尺骨の一部・手根骨・中手骨・翼指骨からなる。シーリーは O. latidens の模式標本を指定しなかったが、記載と図示にはNHMUK R176が用いられており、動物命名法国際審議会の判断ではこのことにより1901年の命名は有効となり、現在ではこの標本が模式標本であると見なされている。後の研究者は、NHMUK R176が使用可能な唯一の標本だった1901年にシーリーが O. latidens の上下顎と歯を記載し、その歯に基づいて命名しているが、NHMUK R176にはそれらの部分は含まれてはいない、という事実に当惑させられている。1888年のライデッカーの報告では現在と同様に頭骨は後部のみが挙げられている。しかし元々フォックスのコレクションには上下顎が存在していたのが紛失したのであり、シーリーは紛失以前にそれらを調査することが出来たのだという説がある
1913年、イギリスのアマチュア古生物学者レジナルド・W・フーリー (Reginald W. Hooley) がさらに2つの  O. latidens標本を記載したが、それらの標本は1904年にワイト島のAtherfield Point 近くの海でがけ崩れ後に採取されたもので、元の地層はVectis累層である。一つ目の標本NHMUK R3877は3つのブロックからなり、頭骨・頚椎・胴椎・肩甲骨・坐骨・両前肢の一部を含む。二つ目の標本NHMUK R3878は1つのブロックで、肩帯と両前肢の一部を含む。これらの標本はイングランドで発見された白亜紀翼竜の化石の中で最も完全なものの一例であり、NHMUK R3877は20世紀のほとんどの期間を通して3次元的に保存されているほぼ唯一の翼竜化石だった（翼竜の骨は多くの場合平たく潰されて圧縮化石になる）。フーリーは O. latidens について詳細に論じ、オルニトデスムス属を独自の科であるオルニトデスムス科に分類した。彼の論文はある議論で終わっていたが、その中で古生物学者チャールズ・ウィリアム・アンドリュース (Charles William Andrews) が、オルニトデスムス属が設立される基となった脊椎とフーリー標本の脊椎が著しく異なることから、O. latidens は本当にオルニトデスムス属に属するのかという疑念を表明していることが言及されていた。その後アメリカの古生物学者サミュエル・W・ウィリストン (Samuel W. Williston) はフーリーの論文へのレビューを記し、この動物の解剖学や分類に対するフーリーの結論の幾つかに異議を唱えた。フーリーのモノグラフの後、20世紀の残りの期間を通してこの動物に関する研究はほとんど発表されず、何十年もの間類似した翼竜は発見されなかった。

### 新属と当該の種

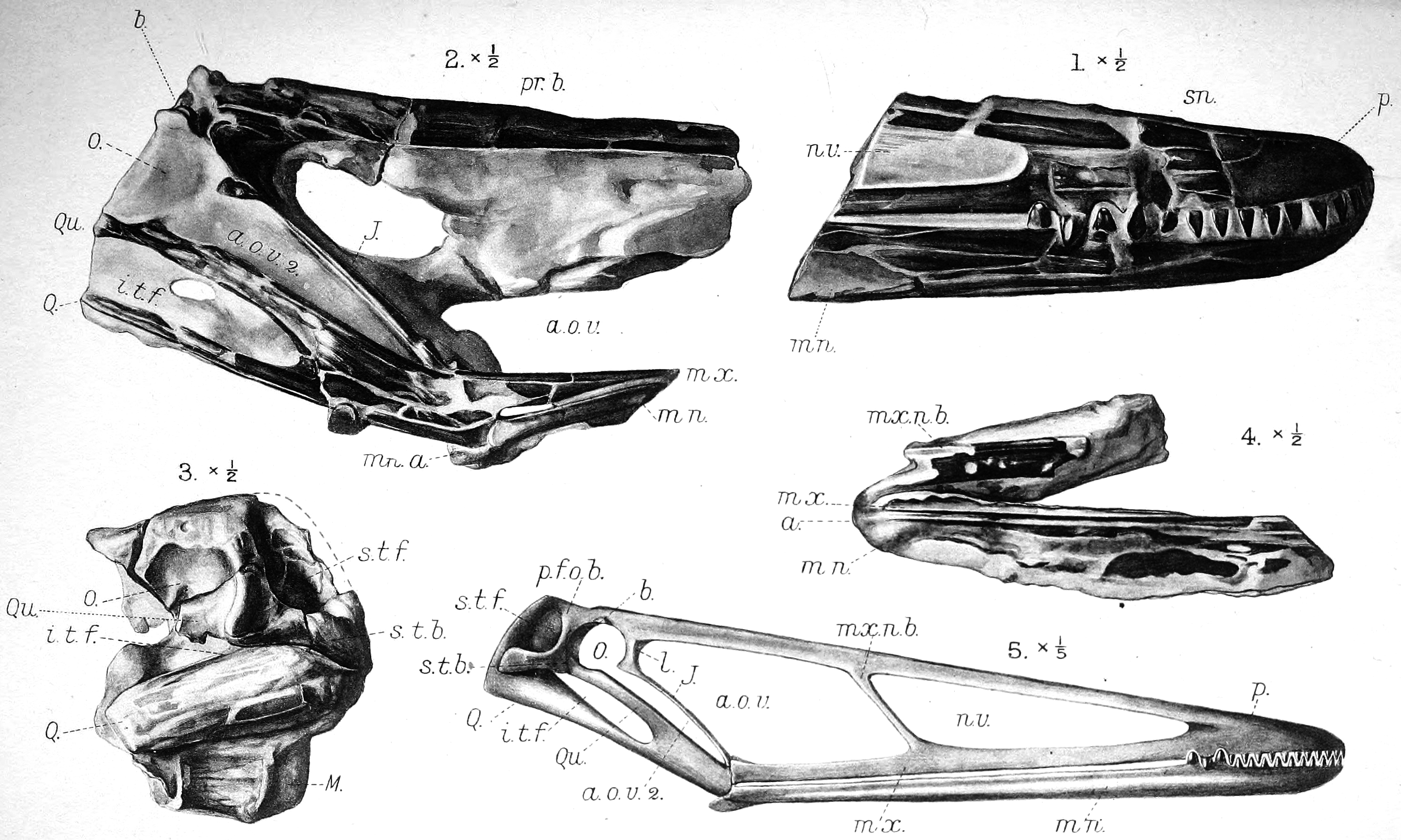
NHMUK R3877 と R176の頭骨部分。右下はフーリーによって顎が長く復元された頭骨の復元図

1993年、イギリスの古生物学者 Stafford C. Howse と Andrew C. Milner は O. cluniculus の唯一の標本であり模式標本でもある仙椎は翼竜のものではなく、マニラプトル類恐竜のものであると結論づけた（イギリスの古生物学者Christopher Bennettも独立に同様の結論に至った）。彼等は、O. cluniculus の仙椎はこれまで翼竜類の仙椎と詳細に比較されたことが一度もなく、O. latidens がオルニトデスムス属の実質上の模式種として取り扱われ、O. cluniculus を O. latidens のシノニムとして取り扱う研究者すらいた、ということを指摘した。それゆえ、限定的な翼竜の種としての "O." latidens には新しい属名が必要となった。2001年、Howse、Milner、David Martillは、"O." latidens を新属であるイスティオダクティルス属 (Istiodactylus) に移動した。この名はギリシャ語の"istion"「帆」と"daktylos"「指」に由来し、この大型翼竜の翼から来ている。彼等はまた、新しい科であるイスティオダクティルス科 (Istiodactylidae) を設立し、イスティオダクティルスをその科唯一の属とした。
さらなるイスティオダクティルス標本が後にワイト島で見つかり、その中には若年個体に属すると思われる歯骨の断片と、2002年から続いている篩による水洗法で発見された遊離した歯からなるIWCMS 2003.40も含まれている。21世紀初頭には中国からイスティオダクティルス科の翼竜が複数報告されている。2006年、Brian Andres と季強 (Ji Qiang) は中国の九佛堂累層 (Jiufotang Formation) 産の部分的な骨格に基づいてイスティオダクティルス属の2番目の種 I. sinensis を命名した（種小名はギリシャ語で中国をあらわす"sino"から来ている）。彼等はこれが I. latidens に非常に良く似ていることを認めたが、翼開長が2.7 m とずっと小さく、歯の数が多かった。2006年、呂君昌 (Lü Junchang) と共同研究者は I. sinensis が同じ地層から産出する Nurhachius ignaciobritoi の新参異名であるとの結論を出した。2008年になると呂等はそれを撤回してLongchengpterus zhaoiが I. sinensis の姉妹種であり、この2つはおそらく同じ種に属するとした。
2012年、イギリスの古生物学者Mark P. WittonはNHMUK R3877の頭骨写真を撮るために博物館を訪れていた際に、標本NHMUK R3877に属する顎の一部分を「再発見」したと報告した。その断片は1世紀の間引き出しの中に放置され、おそらくはフーリーの1913年の論文執筆直後に取り外され、明らかに何十年も完全な処理を受けずにいた。フーリーはその断片の図を載せていたが、その部分は彼の頭骨の復元に組み込まれず、フーリーが復元した頭骨長はそのため他の研究者たちによって追随されることとなった。Wittonは再発見したその断片が頭骨の前後をつなぐ要素となるのかどうか確認するために頭骨と合わせて見ようとし、博物館の他の翼竜研究者に許可を求めた。その顎の断片は頭骨の欠損していた部分にほとんどまるごと相当（足りない部分はほんの数ミリメートルだった）することが確かめられ、頭骨の長さはそれ以前に推測されていたよりもずっと短く、それにより I. latidens は他のイスティオダクティルス科翼竜とかなり異なることが示唆された。
Wittonによって更新された頭骨の復元は I. sinensis の頭骨と充分に異なっていたので、Wittonはそれらが同じ属には属さないと判断したが、I. sinensis を独自の属に分類するべきではないとした。Wittonは以前の研究でイスティオダクティルス属の2種がLiaoxipterus brachyognathusと同じグループにまとめられたことがあり、I. sinensis は独自の属ではなく Liaoxipterus 属の1種、または同じ地層から産出し差異もほとんどないことから同種の可能性すらある、と指摘した。彼はこの問題に関してはさらなる調査を待ち、暫定的に既存の分類を保持した。Wittonはイスティオダクティルス標本NHMUK R3877は今なお最も良く保存されたイスティオダクティルス科翼竜の骨格であり、この標本によってしか得られないグループの解剖学的詳細があると述べた。2022年に中国の古生物学者・徐亦知 (Xu Yizhi) らは、Liaoxipterus とイスティオダクティルスに属する2種との差異はわずかなものであり、これらの間の関係は更なる研究を要すると述べた。
Howseとその仲間は2001年に、現在では失われている I. latidens 模式標本の上下顎は1982年にイギリスの古生物学者ジェニファー・クラックによって存在が確認された標本CAMMZ T706ではないかとしたが、1960年代半ばより前の来歴は書類に残されていない。2021年、ロシアの古生物学者Alexander O. Averianov等は、基質から得られた花粉の分析によりその標本が I. latidens 産出元であるVectis累層産らしいと判明したことから、モスクワのヴェルナツキー国立地質学博物館にあるイスティオダクティルス科翼竜の上下顎前端標本SGM 1810–01も失われた模式標本であるかもしれないと考えている。この博物館のキュレーターであったロシア人地質学者アレクセイ・パブロフ (Alexei Pavlov) はその妻のウクライナ人古生物学者マリア・パブロワ (Maria Pavlova) と共に、地質学会に参加するために1888年に、その後再び1891年にイングランドを訪問しており、そのどちらかの際にその標本を得たのかもしれず、それによりロシアのコレクションに加わった可能性がある。Averianov等はこの標本をCTスキャンにかけ、解剖学的詳細を明らかにした。

## 記載

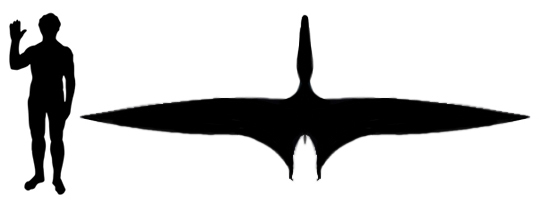
ヒトと比較した I. latidens のおおよその大きさ

イスティオダクティルスは非常に大型の翼竜で、翼開長は4.3-5 m と推定されている。これはイスティオダクティルス科の中で最大となる。この属に属すると思われる翼指骨の破片には、翼開長が8 m にもなると推測されるものがある。最も完全な頭骨は部分に分かれているが、長らく失われていて2012年に報告された顎片を合わせると、頭骨長は約45 cm だと考えられている。それ以前には頭骨長は56 cm と見積もられていた。28.5 cm という顎の長さは頭骨長の80%を下まわり、これは翼指竜亜目の翼竜としては短いものである。他の翼竜と同じようにイスティオダクティルスの体表は毛状のピクノファイバーで覆われていたと考えられており、長い翼指で展開された広い翼膜を持っていた。
イスティオダクティルスの頭骨は他のほとんどの翼竜に対して比較的短くて幅広く、鼻孔の前に短く低い吻部があった。頭骨の大部分は非常に大きな鼻前眼窩窓（前眼窩窓と鼻孔が一体化した開口部）で占められている。通常この開口部は顎関節を越えて下顎後方まで延びている。眼窩は後方に傾いて細長く、前部は結節によって覆われていた。頭骨の後部は相対的に高く、上面は前方に低いトサカまたは隆起があった。2021年に同定された吻部は、イスティオダクティルスにも他の翼竜のように口蓋堤が存在することを明らかにしたが、これはそれまでイスティオダクティルスでは知られていなかった特徴である 下顎結合（左右の下顎が前端で接続する部分）は短縮しており、下顎は下顎枝が分岐するあたりで最も幅に対する高さが大きくなる。上顎の上顎骨は非常に細く、高さは6-7 mm しかない。くちばし先端部は丸くがっしりした造りになっている。

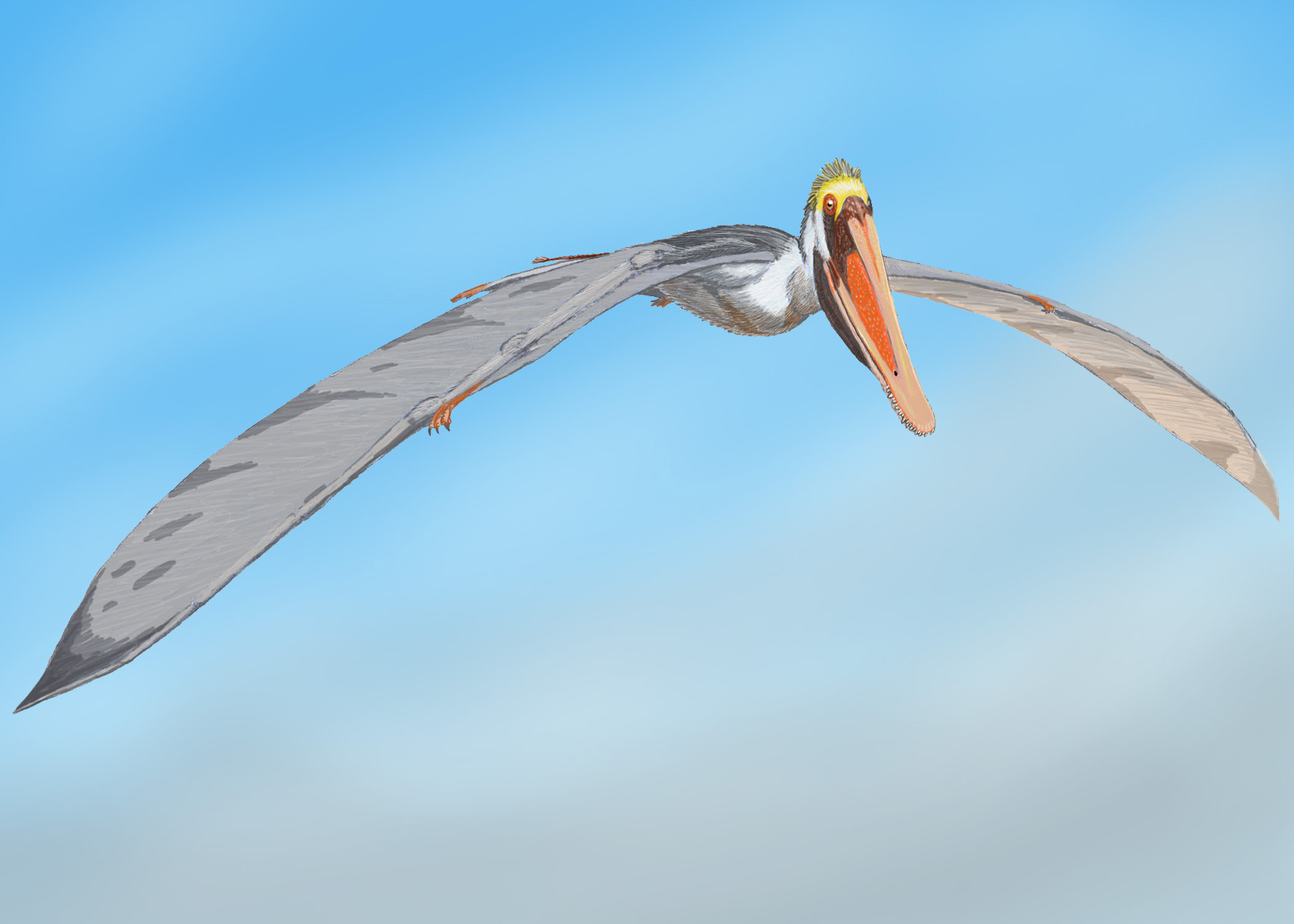
飛行中個体の復元図

顎の先端には、横方向に押し縮められた三角形でほぼ同じ大きさの48本の歯が半円形に並んでいた。歯の形状は「花弁状」や「ランセット状」と表現される。歯は鋭く尖った歯冠と歯冠よりは幅の狭い三角形の歯根を持つ。ほとんどの歯の歯冠はかすかに鈍い先端を持ち、いくらかすり減っている。歯冠の縁は鋸歯状ではなく微かに竜骨状になっている。鼻孔より前の部分のみに24本の上顎歯が、下顎結合近くの部分のみに24本の下顎歯がある。上下の歯は連結して「刃」状または「ジグザグ」状の外型を形成する。前方の歯は密に、後方の歯は幅広く、対向している歯のための空間を作りながら並んでいる。他の翼竜と異なり、イスティオダクティルス標本では交換歯は見つかっていないが、これはおそらく歯の抜け替わりがあると密接に連結した歯列に欠損ができるためである。下顎中央先端の2本の歯の間にある鋭い突起はオドントイドodontoid（または"pseudo-tooth"：いずれも「歯のような物」の意味）と記載されているが、以前は本物の歯と解釈されていた。このオドントイドは歯と咬合するためにケラチン質の覆いが被さっていたかもしれない。
頭骨を別にすれば、イスティオダクティルスの骨格は他のオルニトケイルス類 (Ornithocheiroidea) の物と似ている。椎体・前肢・胴体の骨は気嚢により含気骨となっていた。椎骨の椎弓は背が高く傾斜した椎弓板を持つ。背心骨（鳥類や翼竜の一部にある肩部付近の椎骨が癒合した構造）は6個の癒合した胴椎から構成され、それらの神経棘は合わさって一枚の板状となり、両側にある窪みに肩甲骨が関節する。胸骨の主要部は腹背長が長くなっており、弓なりになった前縁と低い三角形状の竜骨突起を持つ。胸骨の烏口骨との関節面は鞍型で左右非対称に配置されていた。上腕骨は太くて短く、鋭く曲がった三角胸筋稜があった。イスティオダクティルスの前肢は長大で、後肢の4.5倍の長さがあった。長い翼指は翼骨格の50%を占めた。後肢は前肢に比べると短く、足部は小さな第3趾と同じ長さだった。

## 分類

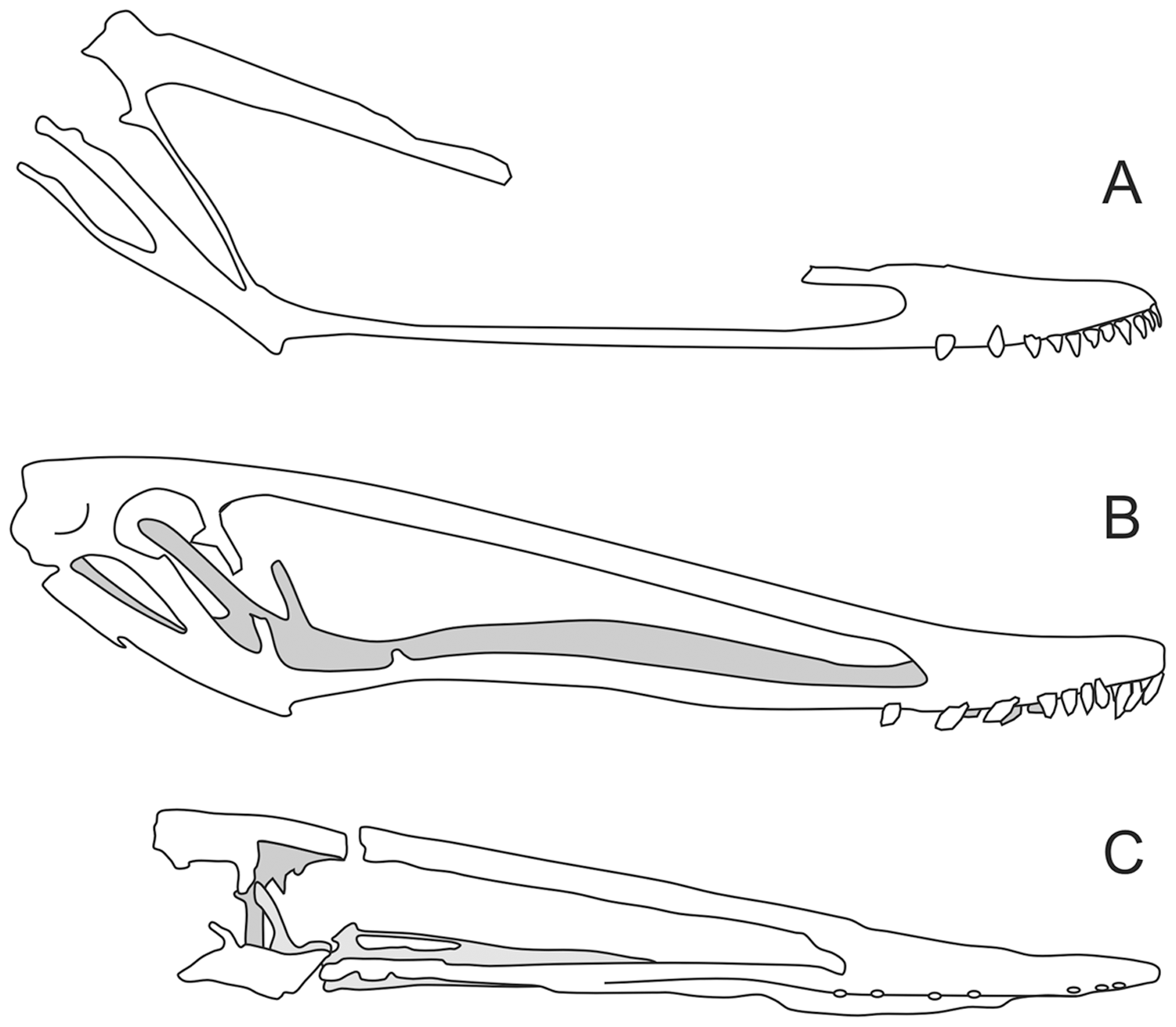
イスティオダクティルス科 翼竜の頭骨：I. latidens (A)、 I. sinensis (B)、Nurhachius (C)

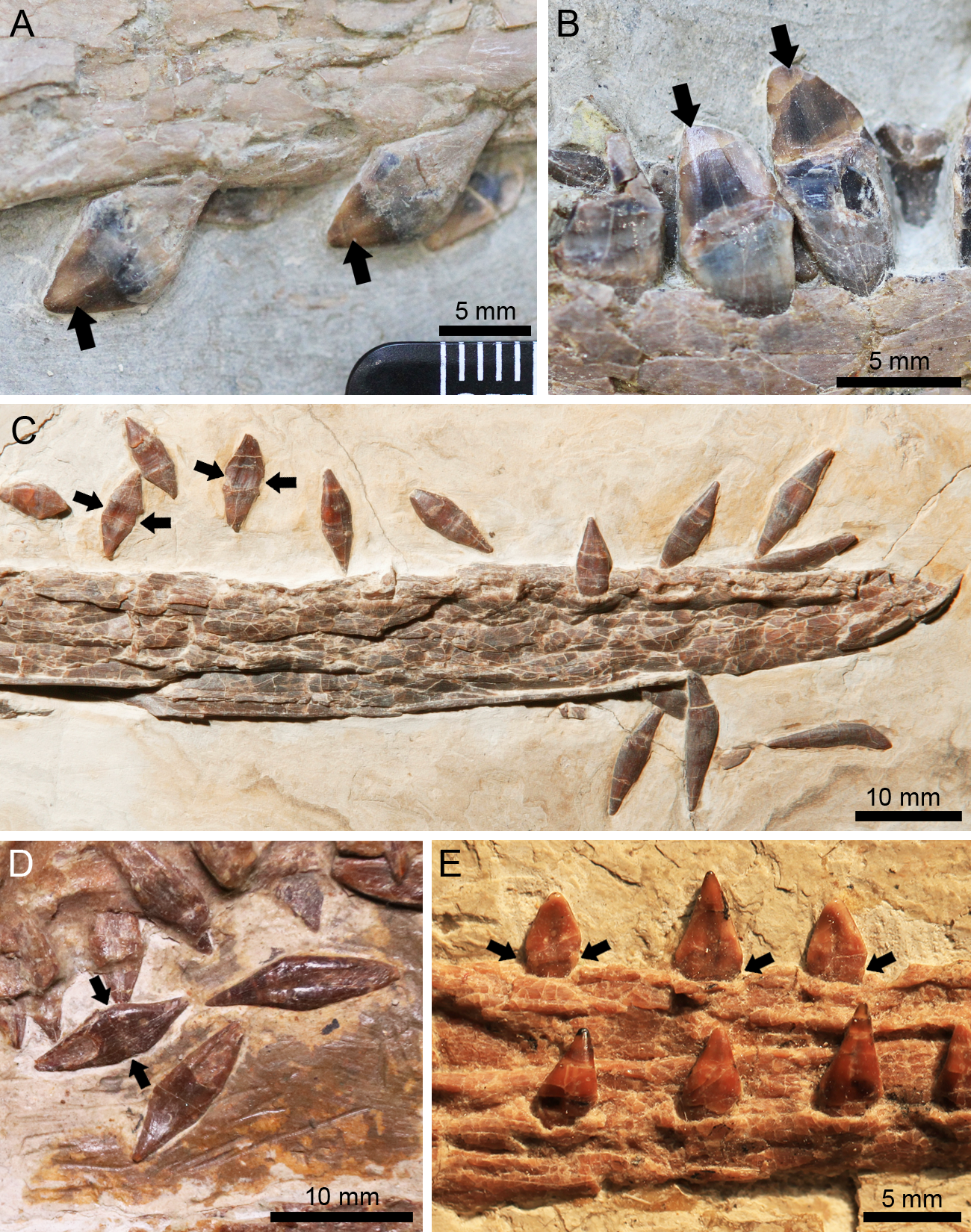
Teeth of I. sinensis の歯 (A-B) と他の九佛堂累層 (Jiufotang Formation) 産イスティオダクティルス科翼竜の歯

1913年、フーリーは "O." latidens の頭骨と歯がスカフォグナトゥスとディモルフォドンのものに最も良く似ているとみなし、"O." latidens はスカフォグナトゥスの進化したものだとすら考えた。後の研究者はこの動物を短尾型の翼指竜亜目に分類し、1980年代以降はコンピュータを用いた系統分析によりオルニトケイルスとプテラノドンに最も近縁だと一般に考えられている。2003年、翼竜分類に関して競合する2つの学派が現れ、1つはデイビッド・アンウィン (David Unwin) を指導者とする一派、もう1つはアレクサンダー・ケルナーを指導者とする一派である。両派ともイスティオダクティルスをOrnithocheiroideaに含める点では共通しているが、厳密な配置やグループに含まれるタクソンについて両者の研究に差異がある。Ornithocheiroideaの中で、アンウィンがイスティオダクティルス科（当時はイスティオダクティルス属のみを含んでいた）を歯の無いプテラノドン科と同じグループにした一方、ケルナーはイスティオダクティルス科を歯を持つアンハングエラ科と同じグループにまとめた。2014年、Brian Andresとその仲間はイスティオダクティルス科をLanceodontiaというクレードに分類し、そのクレードにはOrnithocheiromorphaが含まれるがプテラノドンのような形態は除外されている。
イスティオダクティルス科の追加要員が発見されたのは21世紀に入ってからのみで、多くの発見が立て続けに起こったため、このグループ内の相関関係とグループの正確な要員構成は未だ明確でなく再評価が必要である。2014年、Andres等は I. latidens・I. sinensis・Liaoxipterus をイスティオダクティルス科内の新しい亜科に分類し、その亜科をイスティオダクティルス亜科とした。2019年、周炫宇 (Zhou Xuanyu) 等は I. latidens と I. sinensis は姉妹群であり Liaoxipterus に近縁だとした。同年、ケルナー等は、下のクラドグラムに見られるように、イスティオダクティルス科と新科であるミモダクティルス科 (Mimodactylidae) のようなその近縁のグループのために、より包括的な分類群であるIstiodactyliformesを創設した。
|  | Haopterus gracilis      |
|  |                         |
|  | Mimodactylus libanhnsis |
|  |                         |

|  | Liaoxipterus brachyognathus                                                       |
|  |                                                                                   |
|  | \| \| Istiodactylus latidens \| \| \| \| \| \| Istiodactylus sinensis \| \| \| \| |
|  |                                                                                   |
|  | Istiodactylus latidens                                                            |
|  |                                                                                   |
|  | Istiodactylus sinensis                                                            |
|  |                                                                                   |

|  | Istiodactylus latidens |
|  |                        |
|  | Istiodactylus sinensis |
|  |                        |

|  | Liaoxipterus brachyognathus                                                       |
|  |                                                                                   |
|  | \| \| Istiodactylus latidens \| \| \| \| \| \| Istiodactylus sinensis \| \| \| \| |
|  |                                                                                   |
|  | Istiodactylus latidens                                                            |
|  |                                                                                   |
|  | Istiodactylus sinensis                                                            |
|  |                                                                                   |

|  | Istiodactylus latidens |
|  |                        |
|  | Istiodactylus sinensis |
|  |                        |

|  | Liaoxipterus brachyognathus                                                       |
|  |                                                                                   |
|  | \| \| Istiodactylus latidens \| \| \| \| \| \| Istiodactylus sinensis \| \| \| \| |
|  |                                                                                   |
|  | Istiodactylus latidens                                                            |
|  |                                                                                   |
|  | Istiodactylus sinensis                                                            |
|  |                                                                                   |

|  | Istiodactylus latidens |
|  |                        |
|  | Istiodactylus sinensis |
|  |                        |

|  | Liaoxipterus brachyognathus                                                       |
|  |                                                                                   |
|  | \| \| Istiodactylus latidens \| \| \| \| \| \| Istiodactylus sinensis \| \| \| \| |
|  |                                                                                   |
|  | Istiodactylus latidens                                                            |
|  |                                                                                   |
|  | Istiodactylus sinensis                                                            |
|  |                                                                                   |

|  | Istiodactylus latidens |
|  |                        |
|  | Istiodactylus sinensis |
|  |                        |

|  | Haopterus gracilis      |
|  |                         |
|  | Mimodactylus libanhnsis |
|  |                         |

|  | Liaoxipterus brachyognathus                                                       |
|  |                                                                                   |
|  | \| \| Istiodactylus latidens \| \| \| \| \| \| Istiodactylus sinensis \| \| \| \| |
|  |                                                                                   |
|  | Istiodactylus latidens                                                            |
|  |                                                                                   |
|  | Istiodactylus sinensis                                                            |
|  |                                                                                   |

|  | Istiodactylus latidens |
|  |                        |
|  | Istiodactylus sinensis |
|  |                        |

|  | Liaoxipterus brachyognathus                                                       |
|  |                                                                                   |
|  | \| \| Istiodactylus latidens \| \| \| \| \| \| Istiodactylus sinensis \| \| \| \| |
|  |                                                                                   |
|  | Istiodactylus latidens                                                            |
|  |                                                                                   |
|  | Istiodactylus sinensis                                                            |
|  |                                                                                   |

|  | Istiodactylus latidens |
|  |                        |
|  | Istiodactylus sinensis |
|  |                        |

|  | Liaoxipterus brachyognathus                                                       |
|  |                                                                                   |
|  | \| \| Istiodactylus latidens \| \| \| \| \| \| Istiodactylus sinensis \| \| \| \| |
|  |                                                                                   |
|  | Istiodactylus latidens                                                            |
|  |                                                                                   |
|  | Istiodactylus sinensis                                                            |
|  |                                                                                   |

|  | Istiodactylus latidens |
|  |                        |
|  | Istiodactylus sinensis |
|  |                        |

|  | Liaoxipterus brachyognathus                                                       |
|  |                                                                                   |
|  | \| \| Istiodactylus latidens \| \| \| \| \| \| Istiodactylus sinensis \| \| \| \| |
|  |                                                                                   |
|  | Istiodactylus latidens                                                            |
|  |                                                                                   |
|  | Istiodactylus sinensis                                                            |
|  |                                                                                   |

|  | Istiodactylus latidens |
|  |                        |
|  | Istiodactylus sinensis |
|  |                        |

大関仁智らによる2023年の分析では、I. latidens と I. sinensis は姉妹群であるとされた。
イスティオダクティルス科の化石は全て北半球の堆積物から産出しており、時代は前期白亜紀のバレミアンからアプチアンである。歯の形状と位置・幅広い吻部・細い眼窩・大きな鼻前眼窩窓などの特徴により他の翼竜から区別される。中国からのイスティオダクティルス科翼竜の報告に加えて、歯の化石からこのグループがスペインや英国の他の地域にもいたことが示唆される。後期白亜紀レバノン産のミモダクティルス (Mimodactylus) はゴンドワナ超大陸から見つかった初めての Istiodactyliformes 類翼竜であり、このグループはそれまでヨーロッパとアジアの前期白亜紀からしか知られていなかった。
かつてはイスティオダクティルス科に似ているとされた北アメリカ産の化石2点は、現在では誤同定だったと考えられている：モリソン累層産の下顎断片はおそらく別の翼竜類の物で、Gwawinapterusはどうやら魚類らしい。中国中期ジュラ紀産の Archaeoistiodactylus は記載者がイスティオダクティルスの祖先に当たると考えてそのように名付けられたが、後に保存状態の悪い Wukongopteridae 類化石であり類縁関係が薄いことがわかった。

## 純古生物学

### 採食と食性

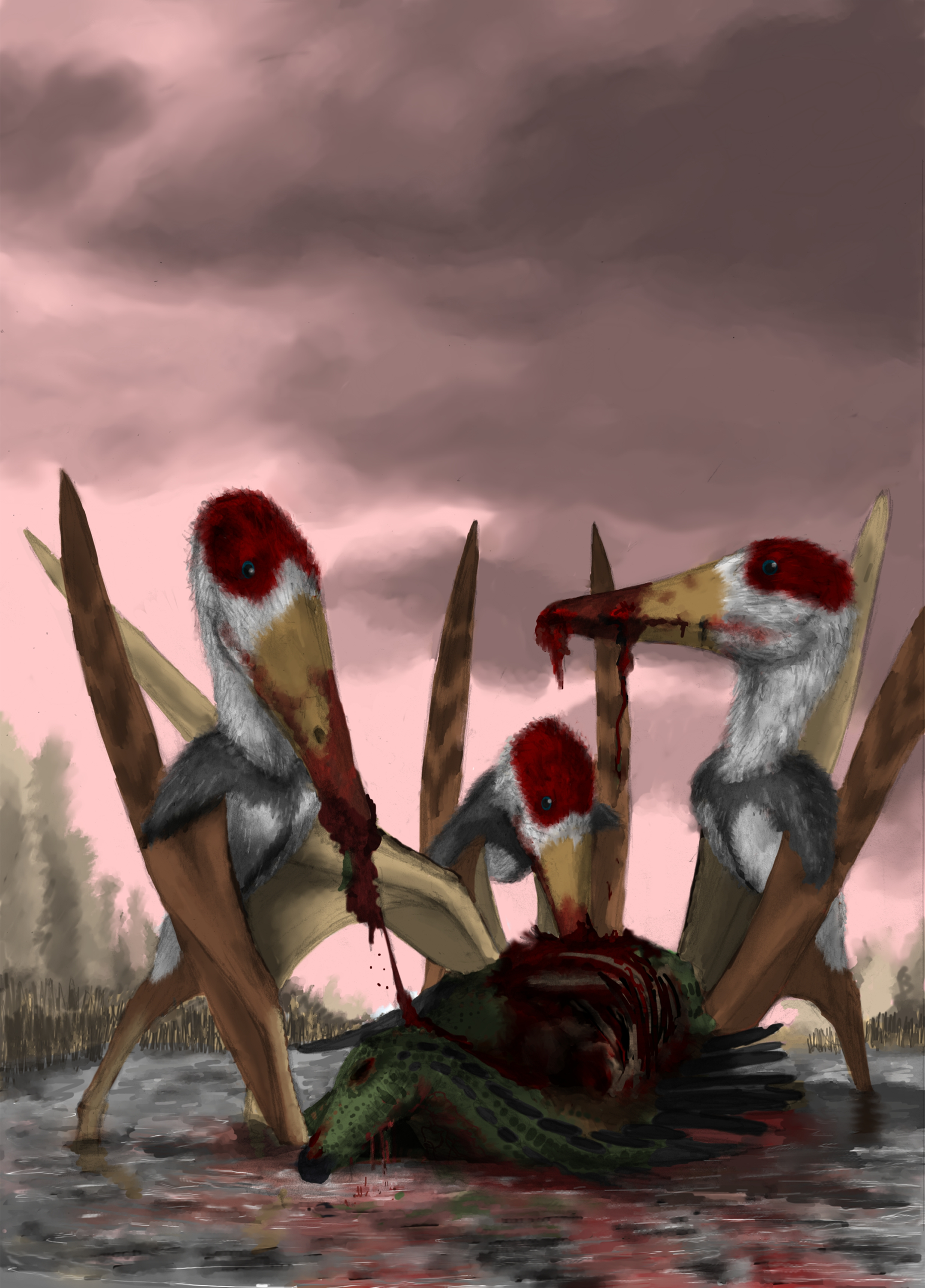
Witton (2012) より、河床で剣竜類の死体を食べる一群の復元図

1913年に自身が描いた長顎型の復元図を基に、フーリーはイスティオダクティルスの口先はサギ類、コウノトリ類、ハサミアジサシ類の口先に似ているとし、イスティオダクティルスは時々口先を水中に入れて獲物を追い、魚を食べていたのだろうと考えた。1991年、ドイツの古生物学者ペーター・ヴェルンホファーはイスティオダクティルスの上下顎先端をアヒルに例えた。ただし、強力な歯を持つことから、一般で呼ばれているような「カモノハシ翼竜」ではないと言及している。その代わりに彼は、噛み合う歯と広い口先は魚食性を示していると述べた。Howse等はその特徴的な歯は特殊な食性か食事法を示していると考え、獲物や死体からクッキー型で押し切るように、または噛みついた後頭を回転させて、肉片を切り取っていたとの説を出した。彼らはまたこの翼竜が大陸性堆積物から産出していることを指摘して、それゆえハゲタカやアフリカハゲコウのようなスカベンジャーだったかもしれないとした。2010年、Attila Ősiはイスティオダクティルスがそのようなやり方で肉を切ることができたことには同意したが、きっちりと咬合する歯では食物を取り扱うことはできなかっただろうと付け加えた。
2012年にWittonは、イスティオダクティルスの歯はランフォリンクス類やオルニトケイルス類が持つ滑りやすい獲物を保持するのに適した大型で反り返った歯とは違うものであることを指摘した。「刃」状の歯は魚を咥えるよりは食物を切り取るのに適していただろう。Wittonはまたドイツの古生物学者Michael Fastnachtの未発表の博士論文についても議論したが、その論文は生物力学的計算によりイスティオダクティルスがカモ類のように濾過食をしていたと予測したものだった。WittonはFastnachtの復元に不正解な点があることを発見した。例えば吻部は実際より広く、顎は実際より長くされており、これによりいかにもカモの頭骨に似ているようになっていた。顎の形が広く平たくスプーン型のカモ類のクチバシとは異なること、歯列が濾過食には不適であることを指摘し、Wittonはイスティオダクティルスがカモのような生活様式をとっていたという考えを退けた。
Wittonは2012年と2013年にイスティオダクティルスがスカベンジャーだという考えをさらに詳細に記述した。腐肉食の鳥類はその頭骨が強固な部分と脆弱な部分のモザイクとなっている。彼等は獲物と格闘する必要はないが、死体から肉を引き千切ることができなくてはならない。これらの鳥類はまた、彼らから隠れている動物を探す必要も、注意深く判断して獲物に攻撃を仕掛ける必要もないので、捕食性の鳥類に対して比較的小さな眼を持つ。イスティオダクティルスは大きな顎筋を持っていたと思われ、よって咬む力は強力で、頭骨は幅に対する高さが大きいので肉を引っ張る際の屈曲に対抗できただろう。その代わり頭骨の一つ一つの骨は細くて薄く、歯列は短く、これらの事からイスティオダクティルスは活動的な捕食に必要な補強がなされておらず、暴れている獲物を制圧する必要は無かった事が示唆される。これらの特徴を合わせると、イスティオダクティルスは処置に強力な顎を必要とする大型の獲物を食べていたが、その獲物は顎と頭骨にかかる応力が採食中に制御できるほどには比較的静止もしていた、と考えられた。イスティオダクティルスの眼も、捕食性と推測される翼竜（オルニトケイルス類のような）に対して相対的に小さい。Wittonは、翼竜類の中でイスティオダクティルスが最も腐肉食の生活様式に適応していたと結論づけた。彼は、より強力な肉食動物が惹きつけられた時には死体から引き退らなければならないが、その肉食動物が腹一杯になったなら食べ残しで食事を終えるために戻って来ただろうと想像した。
2014年にMartillは、イスティオダクティルスの下顎先端のオドントイドは歯がない空隙を埋めるためにあると考えた。オドントイドにより肉を切り取るのに必要な弧状に連続した切断面が完成するのであり、それがなければ切り取った肉塊は細い未切断部で元の死体と繋がったままだっただろう。Martillはイスティオダクティルスと同じような歯を持つ動物はほとんど知られていないと述べたが、種々のサメ類や爬虫類との類似点は指摘し、その中にはクジラを含む自身よりはるかに大きな獲物に丸い咬み跡を残すダルマザメもいた。イスティオダクティルスも自分より大きい獲物（恐竜やワニ類のような）に丸い咬み跡を残したかもしれないが、おそらく魚類にも例えば水面から背中に咬みつくなどして同様の咬み跡を残しただろう。
Martillはイスティオダクティルスの頭骨は現生のスカベンジャーと多くの点で異なり、例えば鋭く尖ったクチバシを持たないことは肉を引き裂きにくくしていたであろうが、長い頚部は引く力が充分に強く、翼にある指は死体を操作するのに使われたかもしれないと述べた。Martillは歯の先端の咬耗面から示されるように、イスティオダクティルスはスカベンジャーらしくその頑丈な歯で骨から肉をこそぎ取っていたと考えた（恐竜の骨に擦過痕を探すべきだとも提案した）。彼は、もしイスティオダクティルスがアフリカハゲコウのように死体から最後の肉を引き剥がしていたのなら、彼等が死体をあさる順番待ちで後ろの方にいたことになるとも述べた。
2020年、Jordan Bestwick等は、歯の微細咬耗構造の分析においてイスティオダクティルスが肉食性爬虫類に最も近くプロットされることから、イスティオダクティルスは偏性脊椎動物消費者、おそらくは肉食動物であるとの結論を発表した。

### 移動

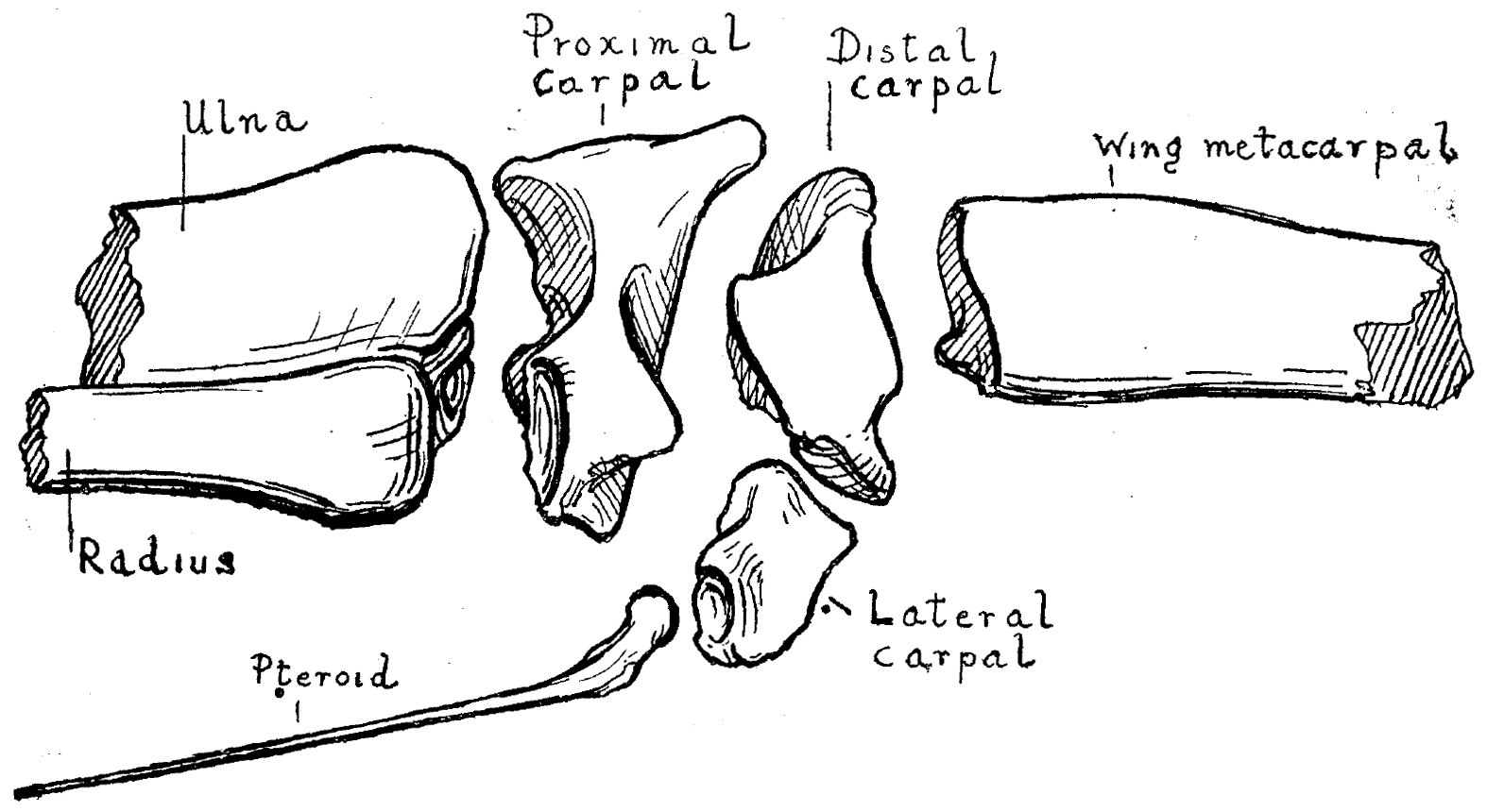
Hankin and Watson (1914) より、関節を外した状態の手首の骨

イスティオダクティルスの翼部分は1914年にアーネスト・H・ハンキン (Ernest H. Hankin) とデービッド・M・S・ワトソンにより、1974年にはCherrie D. BramwellとGeorge R. Whitfieldにより、翼竜の翼機構モデルとして用いられたが、イスティオダクティルス科翼竜の飛行能力の詳細についてはまだ研究がされていない。Wittonは、打ち下ろし用筋肉の付着部位が拡大している事、胸部と上腕の骨がよく発達している事からイスティオダクティルス科翼竜は強力な飛行者であり、おそらく多くの時間を空中で過ごしたと考えた。イスティオダクティルス科翼竜の翼膜は短い胴体・後肢と長い前肢に接続されていたので、高いアスペクト比と低い翼面荷重を持った大きな翼を形成していた。イスティオダクティルス科に属するヌルハチウスの翼が現代の（ほとんど羽ばたかず飛ぶ）帆翔性鳥類の翼と比較され、腐肉を探すのに必要な低エネルギー帆翔に適しているとされた。地上性肉食動物に見つかるより前に死体を探し出し、到着し、食べることを助けてくれるので、腐肉食の鳥類にとって飛行は重要である。イスティオダクティルス科翼竜の翼は、海洋上の帆翔に適していた他のオルニトケイルス類の翼と比べて短く、離着陸により適応していたのだろう。内陸で帆翔を行う現代の鳥類は海上で帆翔する鳥類に対して短く幅広い翼を持ち、イスティオダクティルス科翼竜の翼の形状は彼らが陸上の帆翔を選んだのであろう事を示している。
Wittonはまた、イスティオダクティルス科翼竜は比較的華奢な飛翔筋のために、他のオルニトケイルス類のように水面から離翔するよりは、ハゲタカ類のように地上からの離翔に適応していたと考えた。彼はイスティオダクティルス科翼竜の化石が陸上からの土砂が溜まる淡水域や汽水域の堆積層から主に発見されたいるという事実は、彼等が陸上で腐肉食をしていたという説を支持する証拠であるともみなした。Wittonは、比較的大きな大腿筋を持ってはいても、不釣り合いに大きな翼と小さな後肢のために、イスティオダクティルス科翼竜とその仲間が地上でとりわけ器用に行動していたというわけではないだろうと考えた。彼はまた、その足部が身体の大きさに対して小さ過ぎるので、かつて考えられていたようによじ登ったりぶら下がったりすることは出来ないとも考えた。

## 古環境
イスティオダクティルスはワイト島のWealden層群のWessex累層と、より新しく上に重なるVectis累層から産出している。これらの地層は前期白亜紀のバレミアンから前期アプチアン、およそ1億2000万年前のものであるとされている。最初の標本がこれら2つの累層のどちらから得られたのかは明らかでないが、顎から外れたイスティオダクティルスの歯が発見されているWessex累層の可能性がある。Wessex累層は河川作用による地層からなり、西から東へ流れてWessex盆地を占有した水系の蛇行帯によって堆積された。フーリーの標本はVectis累層産であり、それらの標本は黄鉄鉱に覆われていたがVectis累層の化石にはよくあることである 。Vectis累層は海岸・沿岸の堆積物からなり、主に潮汐による環境の下で堆積した。前期白亜紀を通して南イングランドの平均気温は20-25 ℃の範囲にあった。Wessex累層は現在の地中海地域と似たステップ気候の下にあったと考えられている。
Wessex累層の植生はサバンナ型またはシャパラル型で、カイトニア目、ソテツ類、イチョウ類、球果植物、被子植物が含まれる。Wessex累層から産出する他の翼竜としては、Caulkicephalus、"Ornithocheirus nobilis"（これは種として疑わしいと考えられている）、未同定のクテノカスマ類、アズダルコ類、1種または2種の他の未同定イスティオダクティルス科翼竜が知られている。この多様性は前期白亜紀の世界の他の地域に匹敵するものであり、歯のないタイプの翼竜が欠落しているのはおそらく化石保存におけるバイアス (preservation bias) によるものである。Wessex累層産の恐竜としては、獣脚類：オルニトデスムス・ネオヴェナトル・Aristosuchus・Thecocoelurus・Calamospondylus、鳥脚類：イグアノドン・ヒプシロフォドン・ヴァルドサウルス、竜脚類：ペロロサウルス・Chondrosteosaurus、曲竜類：ポラカントゥスが産出している。他の動物としては、腹足類・斧足類・硬骨魚類・軟骨魚類・平滑両生類・トカゲ類・カメ類・ワニ類・鳥類・哺乳類がいた。